# NGC 3049
NGC 3049 is een balkspiraalstelsel in het sterrenbeeld Leeuw. Het hemelobject werd op 20 maart 1882 ontdekt door de Franse astronoom Édouard Jean-Marie Stephan.

## Synoniemen
- UGC 5325
- IRAS 09521+0930
- MCG 2-25-55
- KARA 383
- MK 710
- ZWG 63.103
- PGC 28590
- Stephan XII